# Eukoenenia kenyana
Espèce
Eukoenenia kenyana est une espèce de palpigrades de la famille des Eukoeneniidae.

## Distribution
Cette espèce est endémique du Kenya.

## Description
La femelle holotype mesure 1,02 mm.

## Étymologie
Son nom d'espèce lui a été donné en référence au lieu de sa découverte, le Kenya.

## Publication originale
- Condé, 1979 : Palpigrades de Grèce, de Guyane et du Kenya. Revue Suisse de Zoologie, vol. 86, no 1, p. 167-179 (texte original).